# ナビタイムジャパン
株式会社ナビタイムジャパン（英: NAVITIME JAPAN Co., Ltd.）は、東京都港区南青山に本社を置く、経路探索およびナビゲーションを基軸としたサービスを開発・提供している企業である。
フィーチャーフォンが主流だった時代からの主なサービスとして、2001年（平成13年）より提供しているナビゲーション総合サービス『NAVITIME』がある。au（KDDI／沖縄セルラー電話連合）の『EZナビウォーク』・『EZ@マップ』・『EZ助手席ナビ』の開発を手がける他、au通信と連携したPND『CAR NAVITIME』を発売するなど、KDDIとの関係が比較的深い。
スマートフォンが主流になって以降は、Android・iOS向けアプリやWebサービスを中心に展開している。トラック運転手向けアプリ『トラックカーナビ』やバイク愛好者向けアプリ『ツーリングサポーター』の開発も担う。
2016年には第2種旅行業に登録し、旅行プランの作成、航空券・宿泊予約などができる「NAVITIME Travel」のサービスを開始した。
法人向けのサービスも担っており、『東京メトロ my!アプリ』やトヨタ『my route』、JR西日本『setowa』、相鉄HD『相鉄Navi』などに機能提供を行っているほか、北海道中央バスや新潟交通、横浜市交通局、名古屋鉄道、南海バスなど全国各地のバス・鉄道事業者向けに時刻・運賃検索のwebサービスを提供している。